# Myasishchev M-58
Myasishchev M-58 è un bombardiere strategico posacoda in grado di operare atterrando e decollando in verticale. Venne sviluppato dall'OKB-23 di Vladimir Michajlovič Mjasiščev nel 1958, a partire dal bombardiere Myasishchev M-56. Il velivolo, che avrebbe dovuto essere composto da tre parti, rimase interamente sulla carta.

## Storia

### Sviluppo
L'OKB-23 aveva maturato una certa esperienza nell'utilizzo di razzi per la riduzione della lunghezza della pista di decollo per gli aeromobili, e nella seconda metà degli anni cinquanta iniziò a lavorare a soluzioni del genere per i Myasishchev M-52 ed M-56. Tuttavia, in seguito, venne sviluppata l'idea di un aeromobile in grado di decollare ed atterrare verticalmente. Il progetto preliminare relativo a tale sistema era pronto per la fine del 1958, e riguardava nella sostanza una nuova versione dell'M-56K. Tale progetto prese il nome di Myasishchev M-58.
I progettisti avevano previsto un sistema strategico composito, formato da tre stadi. Il primo stadio in pratica serviva per le operazioni di decollo, il secondo era pilotato e portava sul dorso il terzo stadio, che nella sostanza era un missile aria-superficie Myasishchev M-45.
L'OKB-23 condusse una serie di analisi per indagare i pregi di un sistema di questo tipo, stabilendo che:
- la velocità sarebbe aumentata di molto, fino a Mach 4.5;
- la quota operativa sarebbe stata incrementata di valori compresi tra i 5 ed i 10 chilometri;
- le località di lancio sarebbero state meno vulnerabili;
- il carico bellico sarebbe stato maggiore.

Inoltre, si trattava di una soluzione che aveva il pregio di non richiedere la presenza di aeroporti, estremamente vulnerabili e costosi.
Il Myasishchev M-58, comunque, rimase interamente sulla carta.

## Descrizione tecnica
L'M-58 era un sistema strategico composito, formato da tre stadi.
- Primo stadio: era spinto da quattro razzi a propellente liquido D-13, con una potenza di 66.000 kgf l'uno. Il peso complessivo alla partenza era di 175 tonnellate[1].
- Secondo Stadio: era spinto da due statoreattori, con due piloti a bordo. Si trattava di un velivolo che utilizzava la formula dell'ala volante, con i motori posti alle estremità alari e doppi impennaggi. Il peso al momento dell'accensione degli statoreattori era di 70 tonnellate e mezzo[1].
- Terzo stadio: si trattava dell'arma vera e propria, costituita da un missile aria-superficie Myasishchev M-45, pesante al lancio 6.400 kg. Questo era trasportato sul dorso e lanciato in volo[1].

Secondo i progettisti, il funzionamento doveva essere il seguente. I quattro razzi del primo stadio provvedevano al decollo, facendo accelerare l'aeromobile fino alla velocità di Mach 4 e portandolo alla quota di 15-18 miglia (circa 24-29 km) con un'inclinazione di 10-15°. Poi, l'M-58 doveva assumere l'angolo di attacco: accendeva gli statoreattori e si portava all'altezza di 25 km, ad una velocità di 4.860 km/h (Mach 4,5). Durante questa fase, il missile si separava dal velivolo-madre e si dirigeva verso l'obiettivo.
Conclusa questa fase, il bombardiere iniziava ad attuare le manovre di rientro. In particolare, giunto nei pressi della zona di atterraggio, a statoreattori spenti, decelerava fino alla velocità di 400–600 km/h e, all'altezza di 100-300 metri, iniziava le manovre di atterraggio. In particolare, queste prevedevano una rotazione, al termine della quale l'M-58 si ritrovava con la prua rivolta verso l'alto. Nella manovra avrebbe dovuto essere aiutato da un motore a razzo contenuto in una camera di combustione sterzante, posta dietro al bombardiere. Una volta a terra, l'M-58 si sarebbe ritrovato sulla coda.
I progettisti dell'OKB Myasishchev incontrarono parecchie difficoltà proprio nella messa a punto del sistema di atterraggio, nonostante il fatto che lo avessero ritenuto tecnicamente fattibile.